# European Spallation Source
European Spallation Source (ESS) er et planlagt forskningscenter som vil rumme et gigantisk mikroskop som virker ved neutronspredning. Mikroskopet vil være i stand til at fotografere og filme enkelte atomer i mange materialer.
Selve mikroskopet bygges i Lund, Sverige, mens et tilhørende datacenter bygges i København, Danmark. Forskningscenteret er et fælles europæisk projekt med 17 deltagende lande. Det forventes at komme til at koste 1,9 milliarder euro, eller knap 14 milliarder danske kroner. 35 % af udgifterne betales af Sverige, 12,5 % betales af Danmark, mens resten betales af de øvrige 15 partnerlande.
Byggeriet i Lund startede 2. september 2014 hvor den svenske og den danske forskningminister, Jan Björklund og Sofie Carsten Nielsen, tog de første spadestik. ESS ventes åbnet i 2019, og være færdigt i 2025. Der regnes med 400-500 ansatte og et årligt budget på omkring 1 milliard danske kroner. Datacentret i København vil have 65 ansatte.
Måleinstrumenterne i ESS vil blive 20-1000 gange så kraftige som på tidligere faciliteter. ESS vil foruden grundforskning også i høj grad henvende sig til industrien som man håber vil købe adgang til at udføre egne forsøg.
ESS vil virke ved at accelerere protoner i en næsten 500 m lang tunnel, hvorefter de vil ramme et mål af wolfram og skyde neutroner væk fra wolfram-atomkernerne. Det er dette som kaldes spallation. Neutronkilden vil blive verdens største, og vil producere de første neutroner ved udgangen af 2019. I facilitetens konstruktionsbudget indgår finansiering af 16 instrumenter, hvoraf 7-8 vil være klar til brug ved starten af brugerprogrammet i 2023. Senere udvidelser af faciliteten vil tillade operation af op imod 40 neutron-instrumenter .
I alfabetisk rækkefølge er følgende 16 instrumenter udvalgt til konstruktion:
- BEER[4]
- BIFROST[5]
- C-SPEC[6]
- DREAM[7]
- ESTIA[8]
- FREIA[9]
- HEIMDAL
- LOKI
- MAGIC
- MIRACLES
- NMX
- ODIN
- SKADI[10]
- T-REX
- VESPA
- VOR[11]

Instrumentet BIFROST ledes af Danmarks Tekniske Universitet og HEIMDAL af Aarhus Universitet.